# Dessewffy utcai zsinagóga
A Dessewffy utcai zsinagóga egy kisebb méretű zsidó vallási épület Budapest VI. kerületében. 

## Címe
- 1066 Budapest, Dessewffy u. 23.

## Története
Az épület egy korábbi istálló átalakítása során építették át zsinagógává 1870-ben. Tervezője nem ismert. A Dessewfy utca felől nem látszik, mert az idők során magas bérházak épültek köréje.
Mai formáját 1926-os bővítésekor kapta.
Jelentős értéket képvisel benne a carrarai fehér márványból készült, art déco stílusúnak mondható tóraolvasó-emelvény.

## További irodalom
- https://mazsihisz.hu/mazsihisz/zsinagogaink/budapest/budapesti-zsinagogak
- https://www.errearra.org/dessewffy-utcai-zsinagoga
- https://zsido.com/egy-nemes-micva-aminek-egy-zsinagoga-adott-otthont/
- https://fszek.hu/Entities/110/0601anzix-dessewffy-zsinagoga
- http://www.zsinagogak.hu/index.php/dessewffy-utca/
- http://muzeumcafe.hu/hu/terezvaros-zsido-emlekei/
- P. Brestyánszky Ilona: Budapest zsinagógái, Ciceró Könyvkiadó, Budapest, 1999, ISBN 963-539-251-6, 98-99. o.